# 千葉明 (工学者)
千葉 明（ちば あきら、1960年 - ）は、日本の電気工学者。東京工業大学教授。
研究分野は、磁気軸受、ベアリングレスモータ、永久磁石モータ、リラクタンスモータ、超高速モータ、モーションコントロール、インバータドライブ、磁性流体、レア･アース･フリー･モータなど。

## 人物・経歴
- 1983年東京工業大学工学部電子物理工学科卒業。1988年東京工業大学大学院電気電子工学専攻博士課程修了、工学博士。
- 2004年東京理科大学理工学部教授。2010年東京工業大学工学部教授[2]。
- ベアリングレスACモータドライブにて2007年IEEE Fellow受賞[3]。
- 2020年IEEE ニコラ・テスラ賞（IEEE Nikola Tesla Award[4]）を受賞[5]。

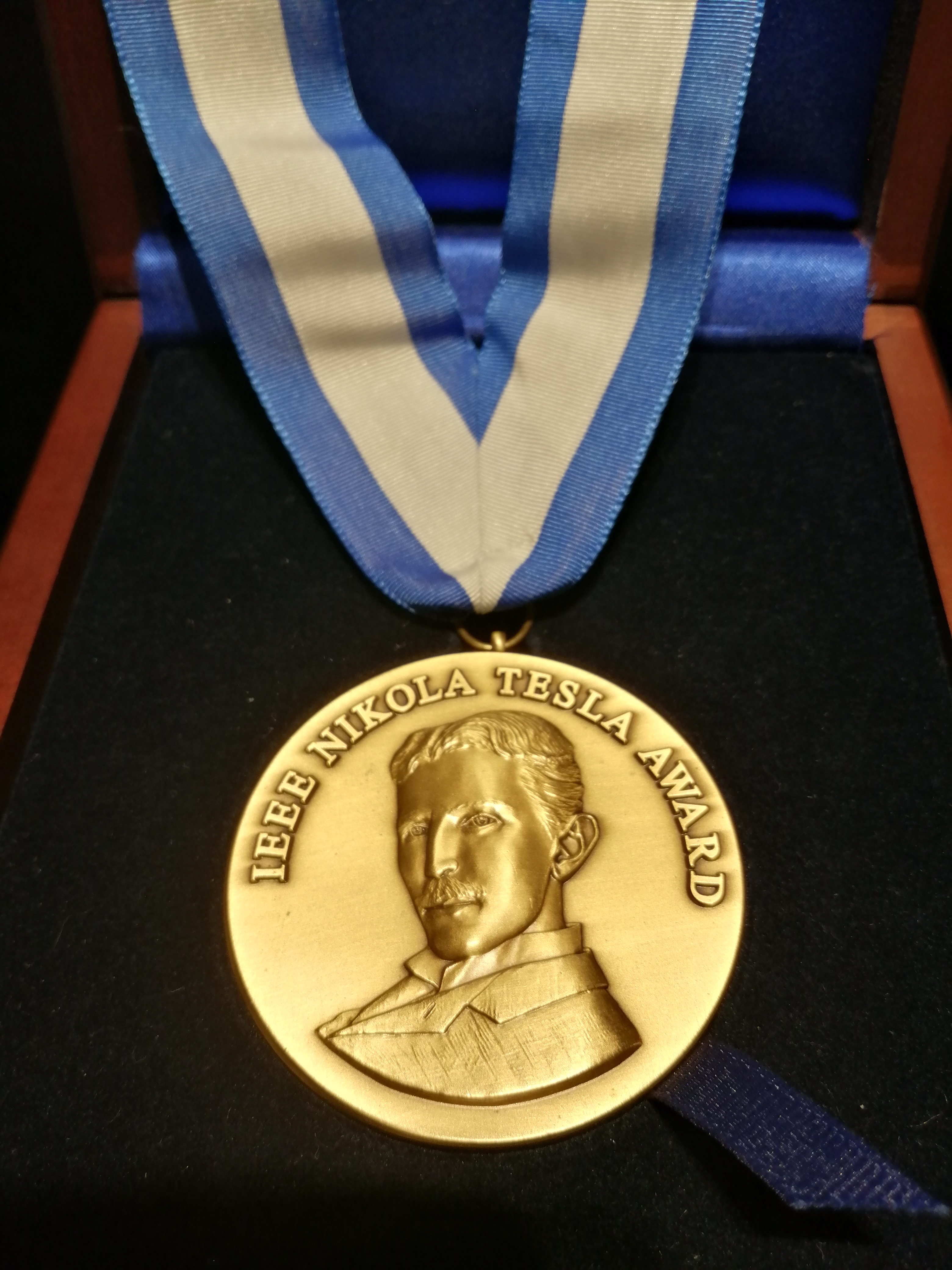

## 著書
- 『電気回路基礎論』（中村福三との共著）朝倉書店 1999年
- 『エース電気・電子・情報工学シリーズ エース　パワーエレクトロニクス』（引原隆士、大橋俊介、木村紀之との共著）朝倉書店 2000年